# Tigulli
I Tigulli (lat. Tigullii) erano un'antica popolazione ligure stanziata nella parte orientale dell'attuale Liguria, approssimativamente tra il promontorio di Portofino e la zona di Sestri Levante. Essi appartenevano al gruppo etnico dei Liguri, popolazioni preromane dell’Italia settentrionale.

## Etimologia
Il nome "Tigullii" è attestato da fonti romane come Plinio il Vecchio e Pomponio Mela. L'origine del termine è tuttora incerta:
Una teoria ipotizza una derivazione dal latino tegula (tegola), suggerendo un collegamento con l'uso di coperture in laterizio o con la produzione di materiali da costruzione. Tuttavia, è più probabile che si tratti di una retroformazione posteriore, non storicamente fondata.
L'ipotesi più accreditata è quella di un'origine prelatina, probabilmente di matrice ligure arcaica o preindoeuropea, non decifrabile con i mezzi etimologici ordinari.

## Storia

### Origini
I Tigulli erano una delle tribù del vasto gruppo dei Liguri, popolazione attestata in numerose fonti antiche come distribuita lungo l’arco nord-occidentale della penisola italica. In epoca romana, Plinio il Vecchio li colloca esplicitamente nella Tigulliorum regio.
Secondo Pomponio Mela, i Tigulli erano stanziati presso le coste del mar Ligure e potrebbero aver avuto per centro un insediamento denominato Tigullia, identificato da alcuni con l'attuale Lavagna.

### Epoca romana
Con la progressiva romanizzazione della Liguria, i Tigulli vennero assimilati politicamente e culturalmente, pur mantenendo una memoria toponomastica. La regione venne inclusa nella Regio IX Liguria augustea.
In epoca tardoantica e medievale, il termine Tigullium rimase in uso per designare aree del territorio attuale, ma il nome venne progressivamente sostituito da denominazioni legate ai nuovi centri abitati.

## Territorio
Il territorio abitato dai Tigulli corrisponde approssimativamente all’attuale Golfo del Tigullio, comprendente città come Rapallo, Santa Margherita Ligure, Chiavari, Lavagna e Sestri Levante. La conformazione geografica del luogo, con valli strette e costa articolata, influenzò le modalità insediative e produttive del popolo tigullio.

## Archeologia
Non esistono evidenze archeologiche dirette specificamente attribuibili ai Tigulli come entità distinta, ma le culture liguri preromane sono documentate nella zona tramite necropoli, oggetti di bronzo e resti di insediamenti d'altura.